# Муслимов, Энрик Селимович
Э́нрик Сели́мович Мусли́мов (лезг. Энрик Селиман хва Муслимрин; род. 1 марта 1968, с. Ашага-Стал-Казмаляр, Сулейман-Стальский район, Дагестанская АССР, РСФСР, СССР) — российский деятель налоговой полиции, органов внутренних дел и органов наркоконтроля. Начальник Управления Федеральной службы Российской Федерации по контролю за оборотом наркотиков по Республике Дагестан с 1 августа 2013 по 2016. Временно исполняющий обязанности главы города Дербент с марта по 16 октября 2018. Министр по национальной политике и делам религий Республики Дагестан с 9 марта 2019. Генерал-майор полиции (2015).

## Биография
Родился 1 марта 1968 в селе Ашага-Стал-Казмаляр Сулейман-Стальского района Дагестанской АССР. По национальности лезгин.
С 1986 по 1988 проходил срочную службу в рядах Советской армии, в Ракетных войсках стратегического назначения СССР.
В 1991 с отличием окончил экономический факультет Дагестанского государственного университета. В 1995 окончил юридический факультет Дагестанского государственного университета по специальности «юриспруденция».
В 1996 поступил на службу в Управление Федеральной службы налоговой полиции Российской Федерации по Республике Дагестан на должность следователя. 
В июле 2003, после реорганизации налоговой полиции, зачислен в органы наркоконтроля на должность заместителя начальника следственной службы. 
С апреля 2006 по август 2008 — начальник следственной службы, с августа 2008 по 1 августа 2013 — заместитель начальника Управления Федеральной службы Российской Федерации по контролю за оборотом наркотиков по Республике Дагестан — начальник следственной службы.
С 1 августа 2013 по 2016 — начальник Управления ФСКН России по Республике Дагестан.
С марта по 16 октября 2018 — временно исполняющий обязанности главы города Дербент.
С 9 марта 2019 — министр по национальной политике и делам религий Республики Дагестан.

## Семья
Женат. Воспитывает двоих сыновей.

## Награды
Государственные
- Медаль ордена «За заслуги перед Отечеством» I степени (8 ноября 2023 года) — за достигнутые трудовые успехи и многолетнюю добросовестную работу[5]

Ведомственные
- Медаль «За отличие в службе в органах наркоконтроля» I, II, III степеней (ФСКН России)
- Памятный знак «За заслуги» (2005, ФСКН России)
- Почётное звание «Почётный сотрудник органов наркоконтроля» (2011, ФСКН России)

Региональные
- Заслуженный юрист Республики Дагестан[3]

Иностранные
- Орден Дружбы (26 августа 2023 года, Южная Осетия) — за большой вклад в развитие и укрепление отношений дружбы и сотрудничества между народами Республики Южная Осетия и Республики Дагестан и в связи с 15-й годовщиной признания независимости Республики Южная Осетия Российской Федерацией[6][7]
- Медаль  «В ознаменование 15-летия победы в Отечественной войне народа Южной Осетии» (24 августа 2024 года, Южная Осетия) — за вклад в развитие сотрудничества между Республикой Южная Осетия и Республикой Дагестан и в связи с празднованием Дня признания независимости Республики Южная Осетия[8]